# Юрга (Тюменская область)
Юрга — деревня в Абатском районе Тюменской области России. Входит в состав Назаровского сельского поселения.

## История
Согласно 6 ревизской сказке 1812 года Верх-Рогалиха образовалась после 5 ревизской сказки, которая прошла 16 июня 1795. Первыми её жителями стали братья Трубины. Трубин Григорий Иванович примерно 1772 г.р. и его брат Трубин Михаил Иванович примерно 1781 г.р., которые переселились в 1795 г. с деревни Рогалиха.
В «Списке населенных мест Российской империи» 1871 года издания (по сведениям 1868—1869 годов) населённый пункт упомянут как казённая деревня Верхне-Рогалиха Ишимского округа Тобольской губернии, при речке Рогалихе, расположенная в 115 верстах от окружного центра города Ишим. В деревне насчитывалось 30 дворов и проживало 158 человек (88 мужчин и 70 женщин).
В 1926 году в деревне имелось 76 хозяйств и проживало 358 человек (159 мужчин и 199 женщин). Функционировала школа I ступени. В административном отношении Юрга (Верх-Рогалиха) входила в состав Черемшанского сельсовета Абатского района Ишимского округа Уральской области.

## География
Деревня находится в юго-восточной части Тюменской области, в лесостепной зоне, в пределах Ишимской равнины, на берегах реки Блиниха, к востоку от реки Ишим, на расстоянии примерно 32 километров (по прямой) к северо-востоку от села Абатское, административного центра района. Абсолютная высота — 71 метр над уровнем моря.

### Часовой пояс
Юрга, как и вся Тюменская область, находится в часовой зоне МСК+2. Смещение применяемого времени относительно UTC составляет +5:00.

## Население
| 1989 | 2002 | 2010 |
| ---- | ---- | ---- |
| 179  | ↘132 | ↘80  |

Гендерный состав
По данным Всероссийской переписи населения 2010 года в гендерной структуре населения мужчины составляли 53,8 %, женщины — соответственно 46,2 %.
Национальный состав
Согласно результатам переписи 2002 года, в национальной структуре населения русские составляли 100 % из 132 чел.

## Инфраструктура
В деревне функционируют сельский клуб и фельдшерско-акушерский пункт.

## Улицы
Уличная сеть села состоит из трёх улиц.